# 1,1-二甲基脲
1,1-二甲基脲或N,N-二甲基脲是一种有机化合物，化学式为C3H8N2O。它可由氰酸钾和二甲胺在酸存在下反应制得。

## 反应
1,1-二甲基脲和氢化钠、吖啶在二甲基亚砜中反应，可以得到N'-9(10H)-吖啶亚基-N,N-二甲基脲。